# Sīāh Solţān
Sīāh Solţān (persiska: سياه سلطان, سيا سُلطان, ميا سُلطان, سِياه سُلطان) är en ort i Iran.   Den ligger i provinsen Markazi, i den centrala delen av landet, 290 km sydväst om huvudstaden Teheran. Sīāh Solţān ligger 2 252 meter över havet och antalet invånare är 101.
Terrängen runt Sīāh Solţān är kuperad.Runt Sīāh Solţān är det ganska glesbefolkat, med 48 invånare per kvadratkilometer. Närmaste större samhälle är Hendūdūr, 11,2 km väster om Sīāh Solţān. Trakten runt Sīāh Solţān består i huvudsak av gräsmarker.